# Pyrrosia niphoboloides
Pyrrosia niphoboloides är en stensöteväxtart som först beskrevs av Christian Luerssen, och fick sitt nu gällande namn av M. Price. Pyrrosia niphoboloides ingår i släktet Pyrrosia och familjen Polypodiaceae. Inga underarter finns listade.